# Larutia puehensis
Larutia puehensis — вид сцинкоподібних ящірок родини сцинкових (Scincidae). Ендемік Малайзії.

## Поширення і екологія
Larutia puehensis відомі за типовим зразком, зібраним на горі Берумпут в горах Пуех в штаті Саравак на острові Калімантан. Вони живуть у вологих тропічних лісах, серед опалого листя і ґрунту.